# Titularbistum Maximiana in Numidia
Maximiana in Numidia (ital.: Massimiana di Numidia) ist ein Titularbistum der römisch-katholischen Kirche.
Die in Nordafrika gelegene Stadt war ein alter römischer Bischofssitz, der im 7. Jahrhundert mit der islamischen Expansion unterging. Er lag in der römischen Provinz Numidien.
| Titularbischöfe von Maximiana in Numidia |                                                        |                                                                     |                   |                   |
| Nr.                                      | Name                                                   | Amt                                                                 | von               | bis               |
| 1                                        | Gustave-Joseph Deswazières MEP                         | Apostolischer Vikar von Pakhoi (Republik China)                     | 18. Februar 1928  | 11. April 1946    |
| 2                                        | Enrique María Dubuc Moreno                             | Koadjutorbischof von Barquisimeto (Venezuela)                       | 17. November 1947 | 22. Juni 1962     |
| 3                                        | Ramón Munita Eyzaguirre                                | emeritierter Bischof von Puerto Montt und San Felipe (Chile)        | 23. April 1963    | 22. Dezember 1970 |
| 4                                        | Joseph Rozier                                          | Weihbischof in Clermont/ Koadjutorbischof von Poitiers (Frankreich) | 10. Mai 1971      | 5. Juli 1975      |
| 5                                        | Emilio Benavent Escuín Titularerzbischof pro illa vice | Militärerzbischof des Spanischen Militärordinariats (Spanien)       | 25. Mai 1977      | 7. März 1998      |
| 6                                        | Joseph Mugenyi Sabiiti                                 | Weihbischof in Fort Portal (Uganda)                                 | 2. Januar 1999    |                   |